# Галснейський човен
Галснейський човен (норв. Halsnøybåten) — зшитий човен, виявлений у 1896 році в західній Норвегії на острові Галсней. Згідно радіовуглецевому датуванню, човен був виготовлений приблизно в 450 році (між 380 і 540 роками) і він є одним з найдавніших човнів, виявлених на території Норвегії. Залишки човна, що був в давнину пошкоджений і заповнений камінням (ймовірно, з метою участі в якомусь ритуалі чи жертвопринесенні), зберігаються в Морському музеї Бергена. Репліка, побудована у 2007 році Кнутом Сьорнесом, знаходиться в Музеї Орди в західній Норвегії.

## Відкриття
У 1896 році, під час обробки болотистої місцевості мису Бунесет на острові Галсней (Гордаланн), Йоганнес Йоргенсен Тофте виявив уламки дуже старого корабля. Йоганнес Силсет, тоді студент сільськогосподарської школи в Осі, повідомив про знахідку фахівцям, які швидко зрозуміли важливість цього відкриття. Залишки, у вигляді кіля та частини пояса обшивки з двох дощок і кочетів, сильно пошкоджені під час розкопок, передали на зберігання до античної колекції Бергенського університету. На момент знаходження човен було важко реконструювати, оскільки ані в Норвегії, ані за кордоном ще не було достатніх знань, щоб відтворити човен в оригінальній формі, використовуючи матеріали та техніку будівництва першого століття нашої ери і репліку Галснейського човна було побудовано Кнутом Сьорнесом лише у 2007 році.

## Опис

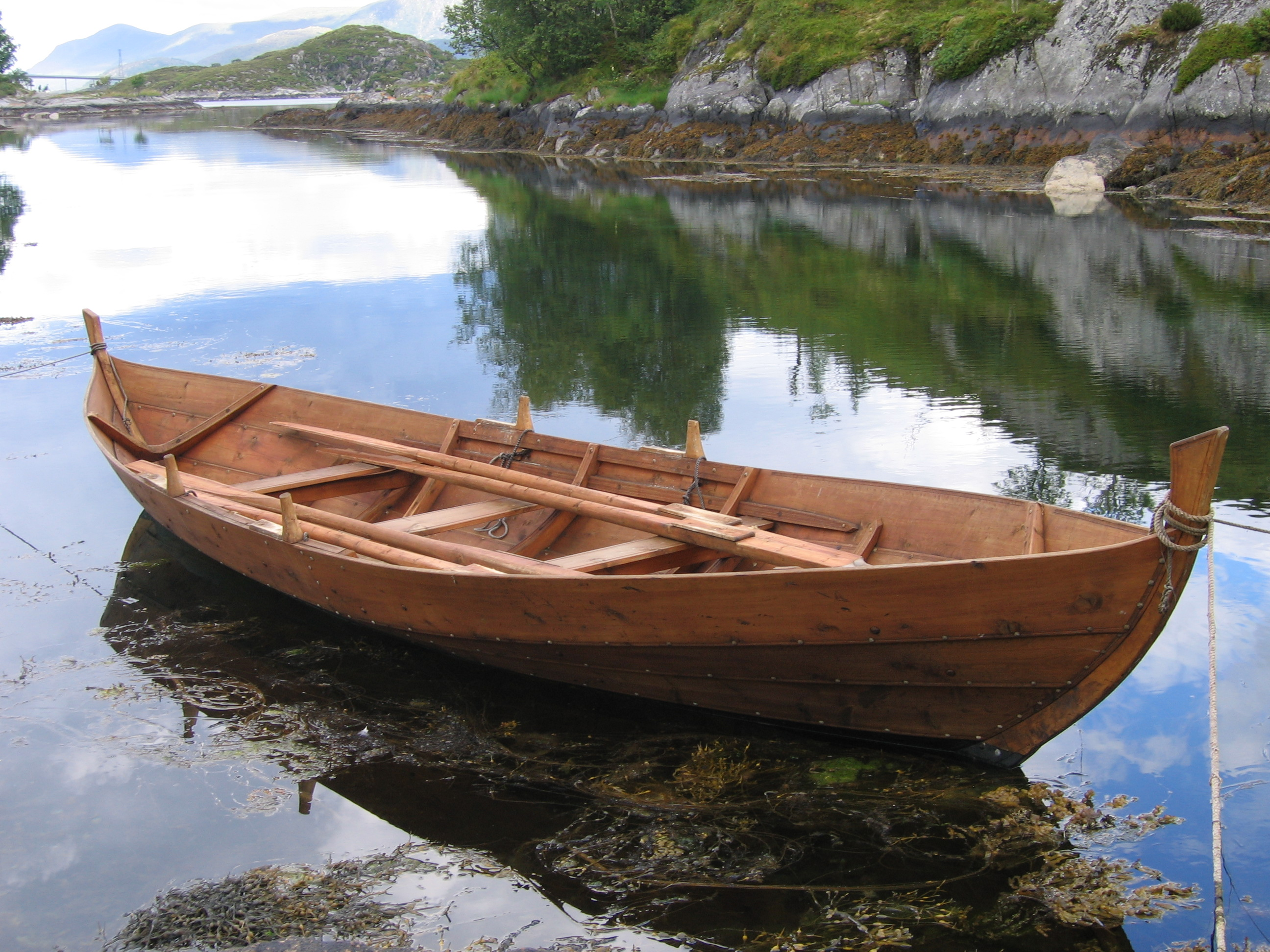
Сучасний скандинавський фарінг, розміри якого майже ідентичні розмірам Галснейського човна

Човен дуже схожий на Нидамський човен, знайдений у Данії, він також є одним із найдавніших відомих прикладів човна, обшивка якого збудована за клінкерною технологією (внапусток). Через поганий стан збережених залишків, важко точно оцінити його початкову довжину, але, ймовірно, вона становила близько 5 метрів. Музейна репліка човна має розміри 5,45 метри при ширині 1,2 метра. Човен був гребний, оскільки на ньому присутні залишки кочетів для весел, при цьому жодних слідів щогли чи такелажу не було виявлено.

## Техніка будівництва

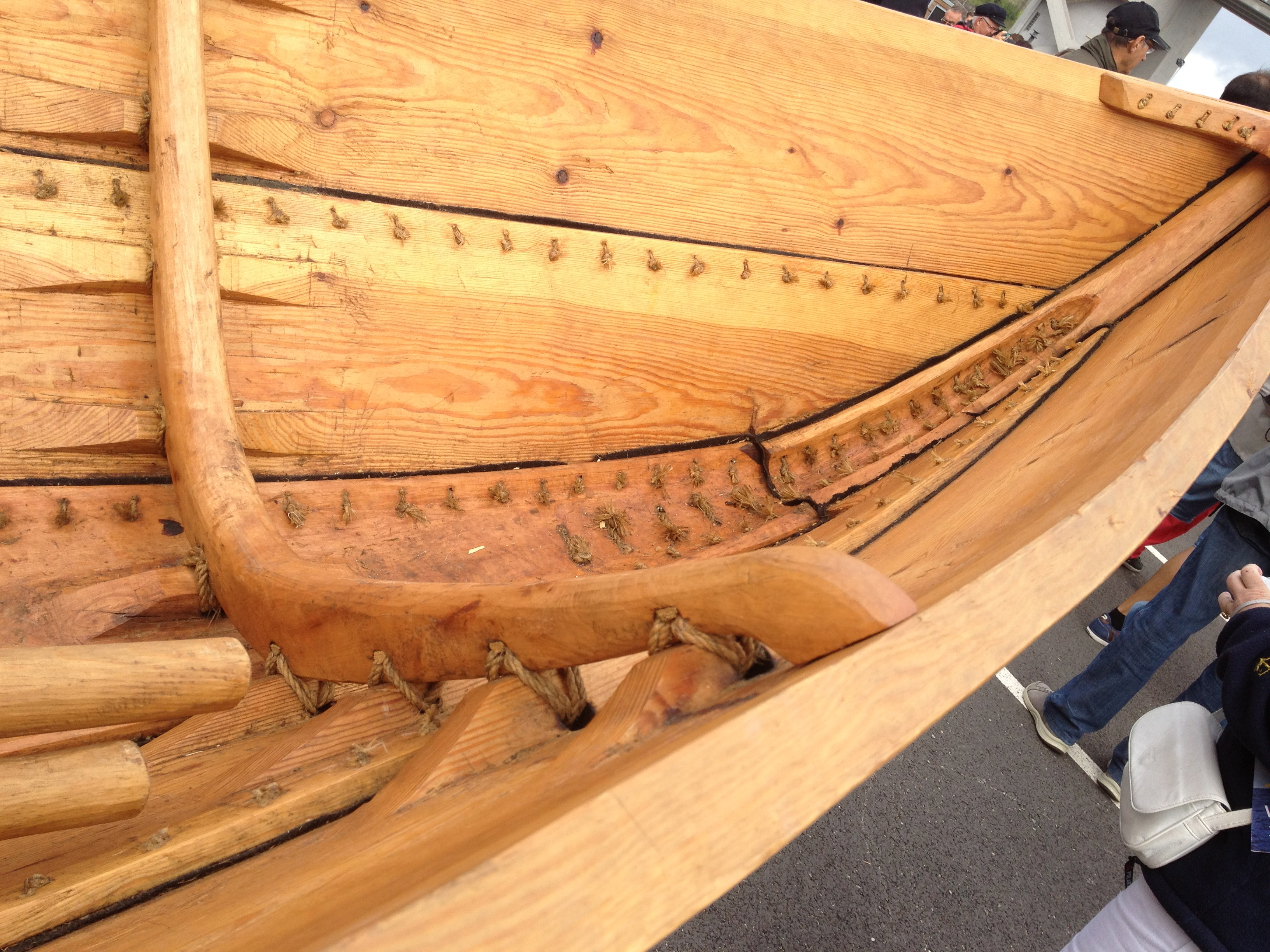
На репліці Галснейського човна, сфотографованій під час Бреста 2012, можете побачити деталі кріплення шпангоутів до дощок обшивки

Човен був виготовлений шляхом поєднання 5 дощок. Велика центральна дошка виконувала одночасно функцію кіля і днища корабля, а з кожного боку до неї кріпилось додатково по дві дошки, які формували борти човна.
Галснейський човен був збудований без використання металевих цвяхів чи скоб і, відповідно, він належить до так званих «зшитих човнів». Виготовлені з сосни кіль і дошки обшивки були скріплені разом за допомогою органічних мотузок, сплетених з липової кори, які пропускались через отвори діаметром приблизно 2 мм, розташовані на відстані від 4 до 5 сантиметрів між собою. Після зв'язування або «зшивання» дощок мотузками, ці отвори заклеювались тваринним жиром.

Подібно до Йортспринзького човна, шпангоути кріпилися до корпусу також за допомогою мотузок з липової кори, при цьому мотузки проходили через спеціальні вирізьблені на внутрішній стороні дощок обшивки виступи з «вушками» (провушинами), через які пропускаються мотузки (слід зазначити, що ці виступи є невіддільною частиною дошки і їх видовбували на етапі виготовлення дощок обшивки, що вимагало багато роботи і значних зусиль). Герметичність стиків між дошками обшивки забезпечувалася шляхом конопачення вовняною тканиною, просоченою смолою, яка вкладалась між дошками.

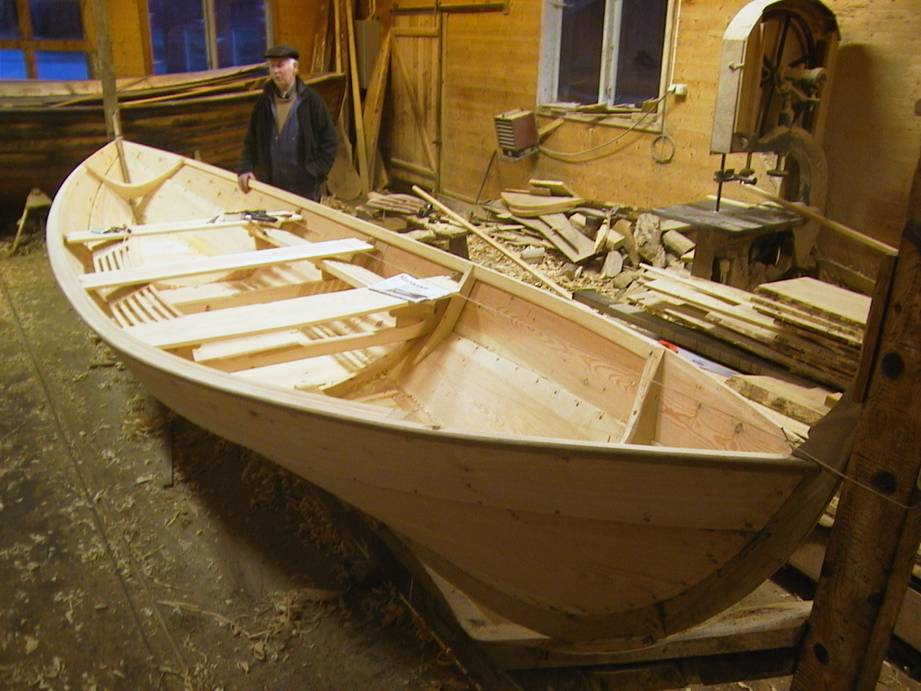
Сучасний Уселвар з гідродинамічними лініями, подібними до Галснейського човна

Спосіб підготовки деревини для виготовлення дощок обшивки Галснейського човна був досить оригінальний. Деревина не розпилювалась вздовж стовбура, а «розколювалась» на чверті, що давало можливість мати кільця деревини по діагоналі дошки, а не поздовжньо, що робило дошки не тільки більш стійкими до виникнення тріщин, але також покращує їх водонепроникність, оскільки кільця деревини розміщувались перпендикулярно до контакту з водою.

## Подальша еволюція
Вдвічі старший за кораблі вікінгів, човен мав гарну гідродинамічну форму, дуже близьку до човнів типу стандебармарен та уселвар, які все ще будуються сьогодні. Проте з часом ці човни стали ширшими та вищими і тому можуть перевозити більші вантажі, ніж ті, що могли бути завантажені в Галснейський човен.